# Frørup (Sydslesvig)
 For alternative betydninger, se Frørup. (Se også artikler, som begynder med Frørup)
Frørup (dansk) eller Frörup (tysk) er en landsby i Lusangel i det centrale Sydslesvig beliggende mellem Tarp og Oversø ved Trenen. Administrativt hører Frørup under Oversø Kommune i Slesvig-Flensborg kreds i den nordtyske delstat Slesvig-Holsten. I den danske tid indtil 1864 hørte landsbyen under Oversø Sogn (Ugle Herred, Flensborg Amt).
Stednavnet er første gang nævnt 1452. Navnet kan være afledt af Frej eller Freja eller af plantefrø. Egnen omkring Frørup er lidt bakket og bliver mod vest fladere og mere sandet (→gesten). Der lå tidligere flere småsøer omkring Frørup således den nu udtørrede Ildsø (Ihlsee). Sydøst for byen ved Trenen lå tidligere en vandmølle, hvortil hele herredet var møllepligtig. Med under Frørup regnes Frørupmark i vest, Frørupgaard (Fröruphof) og Tinghøj (Tinghoe) i syd samt Frørupsand og Frørupskov i øst. Frørupgaard er første gang nævnt 1867, Frørupmark 1797. En lille å (Ildsø-strømmen) munder syd for Tinghøj i Trenen. Midt i Frørup Skov ligger Frørup Bjerge som rekreations- og naturområde samt mosesøer Store og Lille Dam.